# Fabio Testi
Fabio Testi (ur. 2 sierpnia 1941 w Peschiera del Garda w prowincji Werona) – włoski aktor i kaskader.

## Kariera
W 1966 rozpoczął swoją karierę jako kaskader. Rok później zagrał epizodyczną rolę w spaghetti westernie Milesa Deema (Demofilo Fidaniąego) Cudzoziemiec...Zrób znak krzyża! (Straniero... fatti il segno della croce!, 1967). Sergio Leone zatrudnił go w 1968 roku do Pewnego razu na Dzikim Zachodzie (Once Upon a Time in the West), a Roger Vadim do Barbarelli. Grał potem role wiodące w spaghetti westernach, takich jak Martwy jeździec (Anda muchacho, spara!, 1971). Jednak nie mógł zdobyć popularności na miarę swoich włoskich rówieśników, podczas gdy Terence Hill, Franco Nero czy Giuliano Gemma osiągnęli uznanie. Na planie melodramatu Andrzeja Żuławskiego Najważniejsze to kochać (L’Important c’est d’aimer, 1975) obok Romy Schneider, Klausa Kinskiego i Jacques’a Dutronca zagrał niezależnego fotografa Servaisa Monta.
Pracował na planie gangsterskiej opowieści Sergio Leone Dawno temu w Ameryce (Once Upon a Time in America, 1984) z Robertem De Niro i Jamesem Woodsem, gdzie spadł z dachu i uderzył ramieniem o ziemię. W 1984 nagrał singiel „Palma de Majorca”/„L’artista” (CGD, CGD 10551, 7”). W 1991 grał w kilku odcinkach argentyńsko-włoskiej telenoweli Manuela.

## Życie prywatne
Ze związku z aktorką Edwige Fenech, ma syna Edwina (ur. 19 czerwca 1971). W latach 1973–1977 był związany z Ursulą Andress, a następnie romansował z Charlotte Rampling. W latach 1979–1996 był żonaty z hiszpańską aktorką Lolą Navarro, miał z nią troje dzieci: dwóch synów – Fabia Jr. i Tomasa oraz córkę Trini. Od 2013 Testi skupiał się na rolnictwie i był właścicielem trzeciej co do wielkości farmy kiwi we Włoszech. 3 stycznia 2015 na Capri w wieku 73 lat poślubił 45-letnią Antonellę Liguori, właścicielkę galerii. Jednak doszło do separacji. W 2019 mając 78 lat związał się z 30-letnią skrzypaczką Lisą Angelli.

## Wybrana filmografia

### Filmy fabularne
- 1967: Cudzoziemiec...Zrób znak krzyża! (Straniero... fatti il segno della croce!) jako członek gangu Donovana
- 1968: Barbarella jako wysoki mężczyzna na przyjęciu
- 1968: Przysięgał ... i zabił je jeden po drugim ... nieśmiały Piluk (Giurò... e li uccise ad uno ad uno... Piluk il timido) – Cameo (na kawałku przyjęcia)
- 1968: Dwoje oczu zabija (Due occhi per uccidere) jako
- 1968: Pewnego razu na Dzikim Zachodzie (Once Upon a Time in the West) jako członek gangu Franka w czarnym kapeluszu na aukcji
- 1969: Zorro sprawiedliwy (El Zorro justiciero) jako Zorro / Don Diego
- 1969: Walka straceńców (Quella dannata pattugilia) jako szeregowy Terry Wilson
- 1970: Ogród Finzi-Continich (Il Giardino dei Finzi-Contini) jako Bruno Malnate
- 1971: Szkoda, że jest dziwką (Addio fratello crudele) jako Soranzo
- 1971: Martwy jeździec (Anda muchacho, spara!) jako Roy Greenford
- 1972: Zabójca (Le Tueur) jako Georges Gassot
- 1972: Co zrobiłeś Solange? (What Have You Done to Solange?) jako Enrico ‘Henry’ Rosseni
- 1973: Ostatnia szansa (L’Ultima chance) jako Floyd
- 1973: Rewolwer (Revolver) jako Milo Ruiz
- 1974: Czerwone kubraki (Giubbe rosse) jako sierżant Bill Cormack
- 1974: Nada jako Buenaventura Diaz
- 1975: Czterech jeźdźców Apokalipsy (I Quattro dell’apocalisse) jako Stubby Preston
- 1975: Najważniejsze to kochać (L’Important c’est d’aimer) jako Servais Mont
- 1976: Dziedzictwo Ferramontich (L’Eredità Ferramonti) jako Mario Ferramonti
- 1978: Uranowi spiskowcy (Agenten kennen keine Tränen) jako Renzo
- 1978: Manaos jako Arquimedes
- 1978: Na rozstaju (China 9, Liberty 37) jako Clayton Drumm
- 1980: O.N.A. (S+H+E: Security Hazards Expert) jako Rudolf Caserta
- 1980: Kontrabanda (Luca il contrabbandiere) jako Luca Di Angelo
- 1984: Ambasador (The Ambassador) jako Mustapha Hashimi
- 1985: Szaleniec na wojnie (Scemo di guerra) jako Boda
- 1985: Mussolini i ja (Mussolini: The Decline and Fall of Il Duce) jako Lorenzo
- 1988: Wyspa śmierci (Iguana) jako Gamboa
- 1994: Pierwszy bohater akcji (First Action Hero) jako Mark Fierro
- 1996: Powrót Sandokana (Il ritorno di Sandokan) jako Janez De Gomera
- 1999: Trzy gwiazdy (Tre stelle) jako Italo Giunti
- 2004: Suherio (TV) jako Stefano
- 2005: Torrente 3: Obrońca (Torrente 3: El protector) jako Montellini Roures
- 2010: Droga donikąd (Road to Nowhere) jako Nestor Duran
- 2010: Listy do Julii (Letters To Juliet) jako hrabia Lorenzo
- 2012: Król piasków (King of the Sands) jako Abdulaziz Al-Saud

### Seriale TV
- 1983: Ophiria jako Federico
- 1985: Dzień po dniu (Giorno dopo giorno)
- 1986: Jeśli pewnego dnia zapuka do moich drzwi (Se un giorno busserai alla mia porta)
- 1991: Manuela jako Carlo
- 1992: Plac Hiszpański (Piazza di Spagna) jako Claudio Petroni
- 1997: Pustynia ognia (Il deserto di fuoco) jako Diderot
- 2002: Don Matteo jako dr Ruggeri
- 2003: Słynne wyspy (L’isola dei famosi)
- 2006: Sottocasa jako Vittorio Ricci
- 2007-2008: Herederos jako Enrique
- 2009: Jastrząb i gołąb (Il falco e la colomba) jako Savelli
- 2010-2011: Za jeziorem (Al di là del lago) jako Luciano
- 2011: Kobieta, która powraca  (La donna che ritorna) jako Bruno Gedda
- 2012: Komisarz Rex (Il commissario Rex) jako Riccardo Buonaventura